# Neobidessus pulloides
Neobidessus pulloides är en skalbaggsart som beskrevs av Young 1977. Neobidessus pulloides ingår i släktet Neobidessus och familjen dykare. Inga underarter finns listade i Catalogue of Life.